# Bembidion versutum
Bembidion versutum är en skalbaggsart som beskrevs av Leconte 1878. Bembidion versutum ingår i släktet Bembidion och familjen jordlöpare. Inga underarter finns listade i Catalogue of Life.

## Bildgalleri

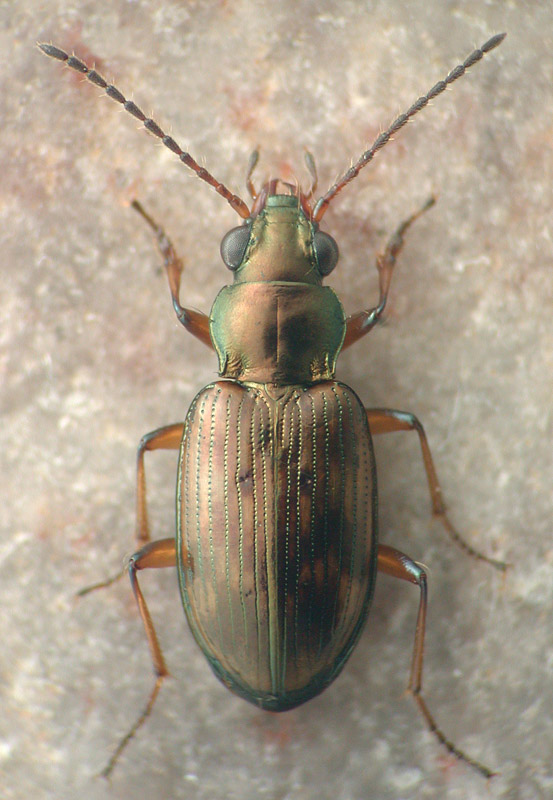